# Nico Klotz
Nico Klotz (* 20. September 1986 in Heilbronn) ist ein deutscher Fußballspieler, der zuletzt beim MSV Duisburg unter Vertrag stand. Derzeit spielt Nico Klotz für Hamborn 07 in der Landesliga.

## Karriere
Klotz spielte in der Jugend für den VfL Brackenheim. Im Sommer 2007 wechselte der damals 20-Jährige zur zweiten Mannschaft des VfB Stuttgart. Sein Profidebüt gab Klotz am 26. Juli 2008 am ersten Spieltag der Saison 2008/09 für den VfB II in der 3. Profi-Liga gegen Kickers Offenbach.
Am 6. Juli 2009 wechselte Klotz zum FC Erzgebirge Aue. Dort erzielte er in der Drittliga-Saison 2009/10 in 26 Spielen insgesamt vier Tore und stieg mit dem Verein als Tabellenzweiter hinter dem VfL Osnabrück in die 2. Bundesliga auf.
Zur Saison 2010/11 wechselte Klotz zum Ligakonkurrenten SC Paderborn 07. Nachdem er in seinem zweiten Jahr beim SCP keine Berücksichtigung mehr im Profikader gefunden hatte, wechselte Klotz in der Winterpause 2011/12 zurück in die 3. Liga zum SV Sandhausen. Dort wurde er als Verstärkung auf den Außenbahnen im Mittelfeld regelmäßig eingesetzt und vollendete mit dem Verein die Drittligameisterschaft 2012 und damit seinen zweiten Aufstieg in die 2. Bundesliga.
Am 4. Juli 2014 gab der MSV Duisburg die Verpflichtung von Nico Klotz bekannt. Beim Drittligisten unterschrieb er einen Vertrag bis 2015 plus Option. Am 16. Mai 2015 konnte er mit dem MSV seinen dritten Aufstieg in die 2. Bundesliga feiern. Ein Jahr später ging es zurück in die dritte Liga und in der Drittligasaison 2016/17 konnte er mit Duisburg die Meisterschaft und den erneuten Aufstieg in die zweite Liga sichern.
Klotz beendete 2018 seine Profikarriere und schloss sich dem Bezirksligisten TuS Mündelheim an, für dessen zweite Mannschaft er überwiegend auflief. In der Rückrunde 2019/20 wechselte er zu Hamborn 07 in die Landesliga Niederrhein.

## Erfolge
- Aufstieg in die 2. Bundesliga mit dem FC Erzgebirge Aue 2010
- Aufstieg in die 2. Bundesliga mit dem SV Sandhausen 2012
- Aufstieg in die 2. Bundesliga mit dem MSV Duisburg 2015, 2017